# Sarothrura
Sarothrura é um género de aves gruiformes da família Sarothruridae (por vezes incluída na Rallidae), onde se classificam nove espécies de frango-de-água. Seis espécies ocorrem na África sub-saariana.
Os frangos-de-água são aves de pequeno porte, com cerca de 15 a 17 cm de comprimento, que habitam zonas pantanosas. O grupo apresenta dimorfismo sexual. Os machos distinguem-se pela cabeça e peito cor de ferrugem, contrastante com a plumagem preta, marcada por manchas, estrias ou riscas brancas. As fêmeas têm uma coloração mais uniforme, embora variável de espécie para espécie. A cauda é curta mas tufada e tem cor escura ou avermelhada. 
Vivem isolados ou em casais e algumas espécies são migratórias.

## Espécies
- Sarothrura pulchra
- Frango-d’água-elegante, Sarothrura elegans
- Frango-d’água-de-peito-vermelho, Sarothrura rufa
- Sarothrura lugens
- Frango-d’água-de-boehm, Sarothrura boehmi
- Frango-d’água-estriado, Sarothrura affinis
- Sarothrura insularis
- Frango-d’água-d’asa-branca, Sarothrura ayresi
- Sarothrura watersi